# Francesc Xavier Bultó
Francesc Xavier Bultó i Marquès (en espagnol : Francisco Javier Bultó Marqués), né à Barcelone le 17 mai 1912 et mort dans la même ville le 3 août 1998, est un industriel espagnol, cofondateur de l'entreprise Montesa et fondateur de l'entreprise Bultaco, toutes deux dans le domaine des motocyclettes.

## Biographie

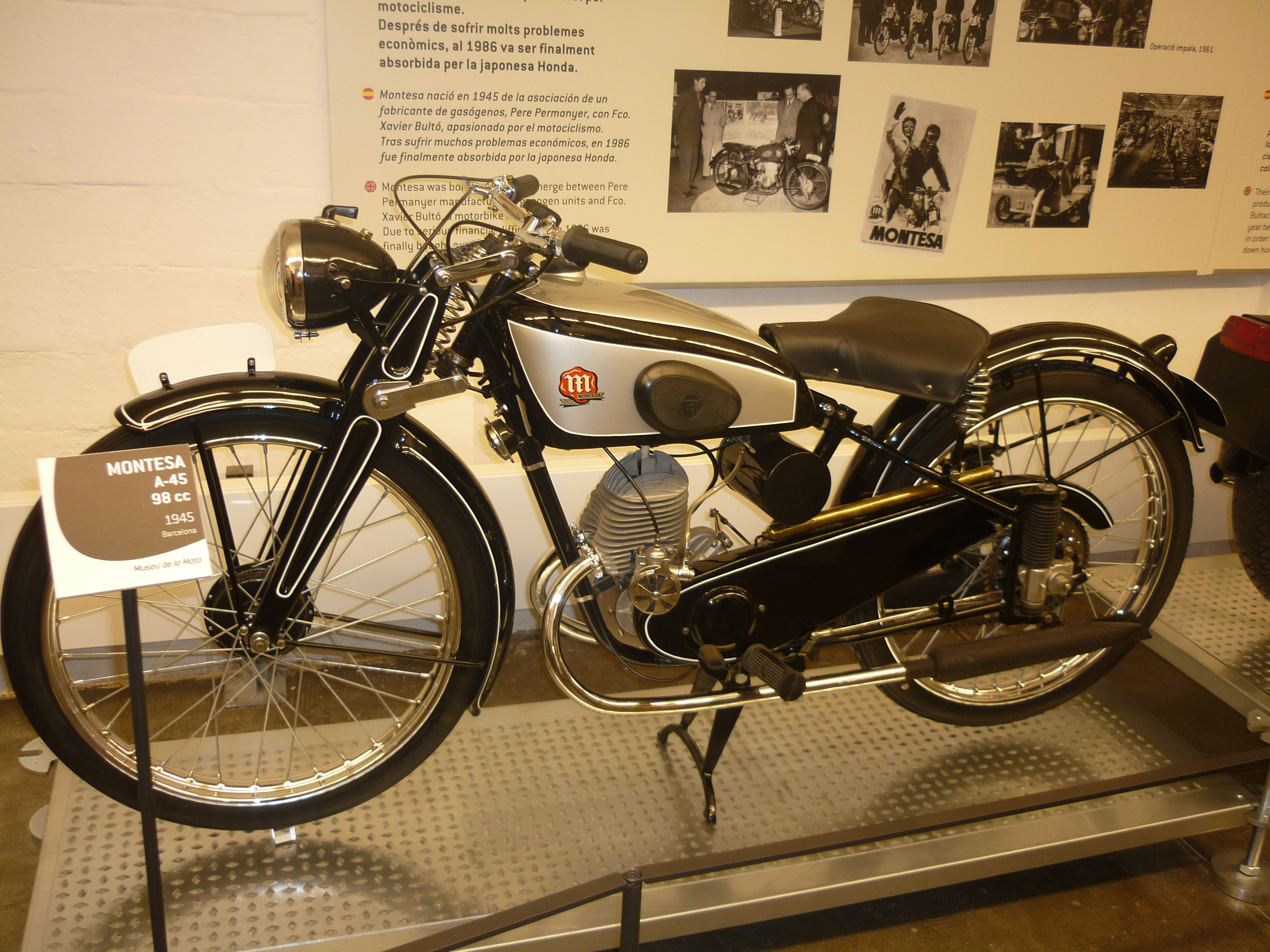
Montesa A-45 98cc, le premier modèle de 1945

En 1944, Francesc Xavier Bultó et Pere Permanyer commencent la construction de leur première moto. La première Montesa, une 98 cm3, est présentée officiellement à la foire de Barcelone, le 17 juin 1945.
Les relations entre Bultó et Permanyer se dégradent au point que Bultó décide de quitter l'entreprise en 1958. Suivi par une partie du personnel de Montesa, il fonde la même année une nouvelle entreprise, la Compañía Española de Motores, SA (CEMOTO), qui devient Bultaco. Son premier modèle sort en 1959.